# Патуљасти лењи лори
Патуљасти лењи лори (Nycticebus pygmaeus) је врста примата (Primates) из породице лориса (Lorisidae).

## Распрострањење
Врста има станиште у Вијетнаму, Камбоџи и Лаосу.

## Станиште
Патуљасти лењи лори има станиште на копну.

## Угроженост
Ова врста се сматра рањивом у погледу угрожености врсте од изумирања.

### Популациони тренд
Популација ове врсте се смањује, судећи по расположивим подацима.